# Noa's LOVE
『Noa's LOVE』（ノアズ・ラブ）は、Noaの初となるベスト・アルバム。2012年7月11日発売。

## 概要
Noaの代表曲を収録したベスト・アルバムである。
4曲目のウェディングロードfrom Bride、5曲目のLife II ～アタシからアナタヘ～ feat. LGMonkees、6曲目のPeace My Life ～今を生きる君へ～ feat. LGMonkees, SO-TAはリメイク・リアレンジされたものである。
初回盤には愛した君がいた feat. LGYankees, LGMonkeesのMUSIC CLIPとメイキング映像を収録したDVDが同梱されている。

## 収録曲
1. 愛した君がいた feat. LGYankees, LGMonkees (4:54)
新曲で、アルバムリード曲。
2. Darlin' (4:36) 
新曲。
3. My Mistake (3:50) 
新曲
4. ウェディングロードfrom Bride (4:56)
5. Life II ～アタシからアナタヘ～ feat. LGMonkees (5:09)
6. Peace My Life ～今を生きる君へ　feat. LGMonkees, SO-TA (4:30)
7. 信じてる　(4:48)
8. Last Letter　(5:22)
9. KO.A.KU.MA II feat. MAICHI (4:17)
10. …いいよね (4:55)
11. 月のヒカリ (Noa solo ver.) (5:09)
12. far away feat. SO-TA (4:13)
13. Dear My Girls (4:07)
14. I wanna say (4:40)
15. アカシ (4:00)
16. 願い (5:05)
17. 約束... feat. LGYankees (5:19)